# Anamosa
Anamosa – miasto w Stanach Zjednoczonych, w stanie Iowa, w hrabstwie Jones.

## Demografia
W 2000 liczyło 5494 mieszkańców. W 2023 liczba mieszkańców wzrosła do 5704 osób, a gęstość zaludnienia przekroczyła 983 osoby/km².